# 史提芬·崔迪
史提芬·崔迪（英語：Stephen C. Tweedie，1969年—），生於英國蘇格蘭愛丁堡，軟體工程師，Linux核心長期貢獻者。他是檔案系統ext3的主要設計者與最初頁獻者。

## 生平
於剑桥大学丘吉尔学院主修計算機科學，取得學士學位。1999年於愛丁堡大學取得博士學位。在大學期間，開始投入Linux核心開發，主要貢獻於ext2檔案系統，他曾以ext2為主題發表過多篇論文。
在迪吉多公司工作的兩年間，主要負責VMS的檔案系統整合。隨後他進入紅帽公司工作，工作之餘，持續為Linux核心提供貢獻。